# Sławomir Marczewski
Sławomir Szczepan Marczewski (ur. 1 stycznia 1950 w Skarżysku-Kamiennej, zm. 15 grudnia 2024 w Kielcach) – polski polityk, lekarz, poseł na Sejm II kadencji.

## Życiorys
W 1974 ukończył studia na Wydziale Lekarskim Akademii Medycznej w Białymstoku. Podjął praktykę lekarską, został m.in. kierownikiem Niepublicznego Zakładu Opieki Zdrowotnej „Rodzina” w Końskich.
Pełnił funkcję posła na Sejm II kadencji, wybranego z listy Sojuszu Lewicy Demokratycznej w okręgu kieleckim. Później kilkakrotnie bez powodzenia kandydował z ramienia SLD do parlamentu. Od 1998 zasiadał w sejmiku świętokrzyskim. W 2002, 2006, 2010 i 2014 uzyskiwał reelekcję. W 2018 został natomiast wybrany na radnego w Końskich, jednak zrezygnował z objęcia mandatu.

## Odznaczenia
Otrzymał Srebrny (1997) i Złoty (2004) Krzyż Zasługi.